# Stazione di Sant’Anna di Chioggia
Stazione di Sant'Anna di Chioggia vasútállomás Olaszországban, Veneto régióban, Chioggia településen.

## Vasútvonalak
Az állomást az alábbi vasútvonalak érintik:
- Rovigo-Chioggia-vasútvonal

## Kapcsolódó állomások
A vasútállomáshoz az alábbi állomások vannak a legközelebb: 
- Stazione di Cavanella d'Adige (Stazione di Rovigo, Rovigo-Chioggia-vasútvonal)
- Brondolo railway stop (Stazione di Chioggia, Rovigo-Chioggia-vasútvonal)